# Gábor Totola
Gábor Totola (n. 10 decembrie 1973, Budapesta, Republica Populară Ungară) este un scrimer ce a reprezentat Ungaria, medaliat olimpic. A participat la o ediție a Jocurilor Olimpice (1992) în care a câștigat o medalie de argint.

## Participări
Lista de mai jos prezintă principalele competiții la care a participat Gábor Totola de-a lungul carierei.
- fencing at the 1992 Summer Olympics – men's team épée[*]